# Ljuti Do
Ljuti Do (cyr. Љути До) – wieś w Bośni i Hercegowinie, w Republice Serbskiej, w gminie Berkovići. W 2013 roku liczyła 233 mieszkańców.